# Olympische Jugend-Sommerspiele 2014/Teilnehmer (Brasilien)
| Gelbes Symbol für Goldmedaillen mit stilisierten Olympischen Ringen | Graues Symbol für Silbermedaillen mit stilisierten Olympischen Ringen | Braundes Symbol für Bronzemedaillen mit stilisierten Olympischen Ringen |
| ------------------------------------------------------------------- | --------------------------------------------------------------------- | ----------------------------------------------------------------------- |
| 6                                                                   | 6                                                                     | 1                                                                       |

Die Jugend-Olympiamannschaft aus Brasilien für die II. Olympischen Jugend-Sommerspiele vom 16. bis 28. August 2014 in Nanjing (Volksrepublik China) bestand aus 95 Athleten.

## Athleten nach Sportarten

### Badminton
Jungen
- Ygor Oliveira
Einzel: 17. Platz
Mixed: 17. Platz (mit Wladyslawa Lisna  Ukraine)

### Basketball
| Mädchen - 3x3: 14. Platz - Tayná Fernanda dos Reis Shoot-Out: DNF - Mayara Cristina Marins Shoot-Out: 49. Platz - Mariana Queiroz Dias Shoot-Out: 52. Platz - Leticia Cristina Josefino Shoot-Out: 33. Platz | Jungen - 3x3: 7. Platz - Caique Santana - Felipe da Penha Dunk: 14. Platz - Igor Cabral - Gabriel Ferreira Dunk: 15. Platz |

### Beachvolleyball
| Mädchen - Eduarda Santos Lisboa - Ana Patrícia Silva Ramos Gold | Jungen - Arthur Lanci - George Wanderley 5. Platz |

### Bogenschießen
| Mädchen - Ana Clara Machado Einzel: 4. Platz Mixed: 9. Platz (mit Marek Szafran Polen) | Jungen - Marcus D’Almeida Einzel: Silber Mixed: 6. Platz (mit Aruzhan Abdrazak Kasachstan) |

### Fechten
| Mädchen - Gabriela Cecchini Florett Einzel: 8. Platz Mixed: 5. Platz (im Team Amerika 2) | Jungen - Pedro Marostega Florett Einzel: 11. Platz Mixed: 5. Platz (im Team Amerika 2) |

### Gewichtheben
Mädchen
- Emily Figueiredo
Federgewicht: 7. Platz

### Handball
| Mädchen - 4. Platz - Ana Luiza Borba - Bruna de Paula - Talita Carneiro - Ana Silva - Juliana Lima - Ligia da Silva - Maite Dias - Jessica Costa - Cecilia Mouzinho - Flavia Gabina - Aline Koeke Bednarski - Mariane Cristina Fernandes - Anna Caroline Arruda - Bárbara Ferreira | Jungen - 5. Platz - Leonardo Silveira - Pedro Umbelina Junior - Gabriel Jung - Marcos Colodeti - Carlos Correa - Gabriel Gondim - Léo Dutra - Andre Amorim - Fernando Leite - Henrique Solenta - Eduardo Moreira - Patrick Lemos |

### Judo
| Mädchen - Layana Colman Klasse bis 52 kg: Gold Mixed: Silber (im Team Geesink) | Jungen - Jose Basile Klasse bis 81 kg: 13. Platz Mixed: 5. Platz (im Team Ruska) |

### Kanu
Mädchen
- Mirian Barbosa
Kajak-Einer Sprint: 5. Platz
Kajak-Einer Slalom: disqualifiziert (Vorlauf)
Kanu-Einer Sprint: 10. Platz
Kanu-Einer Slalom: disqualifiziert (Vorlauf)

### Leichtathletik
| Mädchen - Mirna Da Silva 100 m: 11. Platz 8 × 100 m Mixed: 4. Platz - Daysiellen Dias 200 m: 6. Platz 8 × 100 m Mixed: 28. Platz - Ana Karolyne Silva 800 m: 11. Platz 8 × 100 m Mixed: 51. Platz - Paolla Luchin 100 m Hürden: 13. Platz 8 × 100 m Mixed: 19. Platz - Maria Leticia Peres 400 m Hürden: 11. Platz 8 × 100 m Mixed: 39. Platz - Thais Gomes Stabhochsprung: kein gültiger Versuch im Finale 8 × 100 m Mixed: 35. Platz - Elen Vasconcelos Weitsprung: 10. Platz 8 × 100 m Mixed: 45. Platz - Alexandra Maria Da Silva Speerwurf: 8. Platz 8 × 100 m Mixed: 18. Platz | Jungen - Aliffer dos Santos 200 m: 7. Platz 8 × 100 m Mixed: 11. Platz - Anderson Cordeiro Lima Cerqueira 400 m: 7. Platz 8 × 100 m Mixed: 15. Platz - Vitor Henrique Venancio 110 m Hürden: 9. Platz 8 × 100 m Mixed: 40. Platz - Mikael Antonio de Jesus 400 m Hürden: 4. Platz 8 × 100 m Mixed: 51. Platz - Daniel do Nascimento 2000 m Hindernis: 10. Platz 8 × 100 m Mixed: 15. Platz - Danilo de Souza Cardoso Hochsprung: 10. Platz 8 × 100 m Mixed: disqualifiziert (Vorlauf) - Bruno Spinelli Stabhochsprung: 6. Platz 8 × 100 m Mixed: 11. Platz - Kelves dos Santos Weitsprung: DNF 8 × 100 m Mixed: 52. Platz - Maycon Bonadeo Diskuswurf: 11. Platz 8 × 100 m Mixed: DNF (Vorlauf) |

### Radsport
- Mixed: 9. Platz

| Mädchen - Ana Paula Casetta - Renata Lopes Kombination: 12. Platz | Jungen - Rodrigo Quirino - André Gohr Kombination: 12. Platz |

### Reiten
- Bianca Rodrigues
Springen Einzel: DNF
Springen Mannschaft: Silber

### Rhythmische Sportgymnastik
Mädchen
- Mayra Luiza Sineriz
Einzel: 17. Platz

### Ringen
Jungen
- Calebe Ferreira
Griechisch-römisch bis 50 kg: 6. Platz
- Rafael Madeira Filho
Freistil bis 100 kg: 6. Platz

### Rudern
| Mädchen - Sophia Camara Py Einer: 17. Platz | Jungen - Uncas Batista Einer: 7. Platz |

### Schwimmen
| Mädchen - 4 × 100 m Freistil: 5. Platz - Giovanna Diamante 200 m Freistil: 20. Platz 50 m Schmetterling: 8. Platz 100 m Schmetterling: 10. Platz 200 m Schmetterling: 15. Platz 4 × 100 m Freistil Mixed: Silber 4 × 100 m Lagen Mixed: 4. Platz - Bruna Primati 400 m Freistil: 7. Platz 800 m Freistil: 6. Platz 200 m Lagen: 16. Platz - Viviane Jungblut 400 m Freistil: 9. Platz 800 m Freistil: 11. Platz - Natalia de Luccas 50 m Rücken: 10. Platz 100 m Rücken: 4. Platz 200 m Rücken: 16. Platz 4 × 100 m Freistil Mixed: Silber 4 × 100 m Lagen Mixed: 4. Platz | Jungen - Matheus Santana 50 m Freistil: Silber 100 m Freistil: Gold 4 × 100 m Freistil Mixed: Silber 4 × 100 m Lagen Mixed: 4. Platz - Luiz Altamir 200 m Freistil: 7. Platz 400 m Freistil: 7. Platz 800 m Freistil: 5. Platz 4 × 100 m Freistil Mixed: Silber - Vitor Santo 50 m Rücken: 6. Platz 100 m Rücken: 12. Platz 200 m Rücken: 26. Platz - Andreas Mickosz 50 m Brust: 19. Platz 100 m Brust: 8. Platz 200 m Brust: 8. Platz 4 × 100 m Lagen Mixed: 4. Platz |

### Segeln
| Mädchen - Natascha Boddener Byte CII: 17. Platz | Jungen - Daniel Pereira Windsurfen: 12. Platz - Pedro Correa Byte CII: 6. Platz |

### Taekwondo
| Mädchen - Milena Titoneli Klasse über 63 kg: 5. Platz | Jungen - Edival Pontes Klasse bis 63 kg: Gold |

### Tennis
| Mädchen - Luisa Stefani Einzel: 1. Runde Doppel: 1. Runde (mit María Fernanda Herazo Kolumbien) Mixed: Viertelfinale | Jungen - Orlando Luz Einzel: Silber Doppel: Gold Mixed: Viertelfinale - Marcelo Zormann Einzel: 1. Runde Doppel: Gold Mixed: Viertelfinale (mit Camila Giangreco Paraguay) |

### Tischtennis
Jungen
- Hugo Calderano
Einzel: Bronze 
Mixed: 9. Platz (mit María Lorenzotti  Uruguay)

### Triathlon
Mädchen
- Barbara Juliana dos Santos
Einzel: 20. Platz
Mixed: 11. Platz (im Team Amerika 3)

### Turnen
| Mädchen - Flávia Saraiva Einzelmehrkampf: Silber Boden: Gold Schwebebalken: Silber | Jungen - Lucas Cardoso Einzelmehrkampf: 31. Platz |

### Wasserspringen
Mädchen
- Ingrid de Oliveira
Kunstspringen: 7. Platz
Turmspringen: 5. Platz
Mixed: 10. Platz (mit Timo Barthel  Deutschland)